# Trebuchet

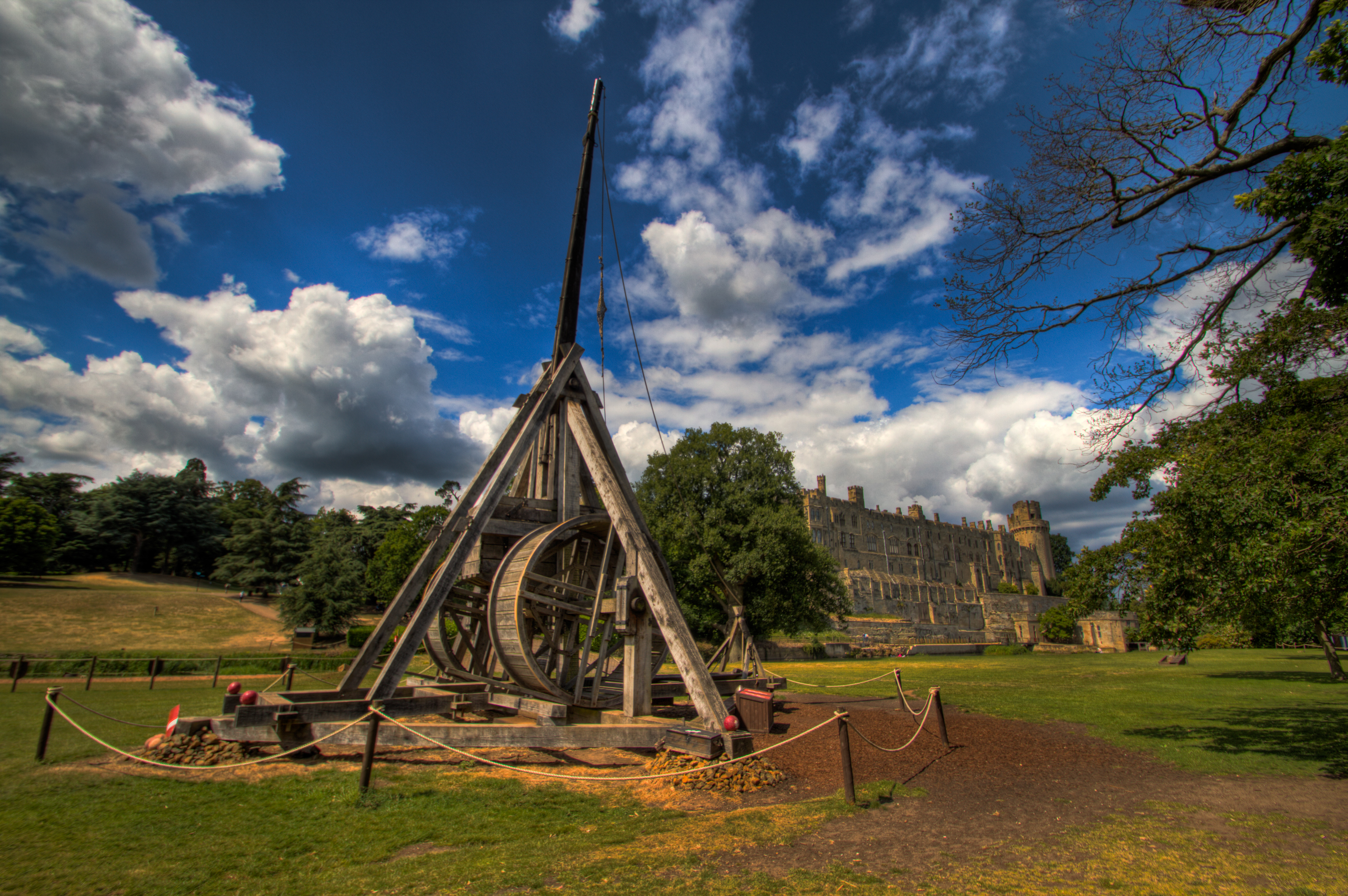
Trebuchet bij Warwick Castle.

De trebuchet is een middeleeuws slingerarm-artilleriewapen. De trebuchet is, net als alle andere artilleriewapens uit de oudheid en de vroege middeleeuwen, een katapult; een wapen dat gebruikmaakt van mechanische energie om projectielen weg te schieten. Het wapen werd voornamelijk gebruikt als belegeringswapen en kon zware rotsblokken wegslingeren. Hij werd bijvoorbeeld gebruikt om vestingwerken en stadsmuren te slopen.

## Werking

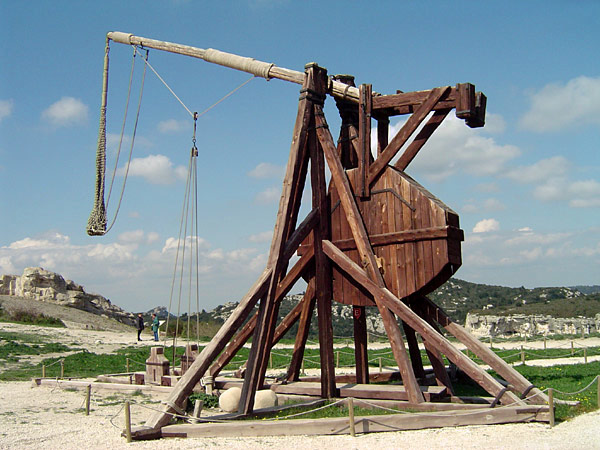
Replica van een trebuchet bij château des Baux.

De trebuchet is een zeer krachtig en accuraat belegeringswerktuig. Eerdere katapultwapens waren nauwelijks in staat om de massieve muren van verdedigingswerken te beschadigen. De trebuchet maakt gebruik van het hefboomeffect: de kleine trekbeweging op het korte stuk van de arm wordt omgezet in een grote beweging op de slingerarm. De trebuchet bestaat uit een slingerarm met aan de lange kant als tweede draaipunt een slinger, die aan de ene kant vastzit aan de arm en aan de andere kant met een ring over een pin op het uiteinde van de slingerarm geschoven is. De korte kant van de arm heeft een zeer zwaar draaibaar contragewicht van minstens enkele tonnen. Dit contragewicht was meestal een grote houten bak die met stenen kon worden gevuld. De verhouding tussen het korte en lange deel van de slingerarm is meestal 1:5. Met het gewicht van het contragewicht en het gewicht van het projectiel kan het bereik van de slingerarmkatapult worden berekend.
Het spannen van de slingerarm van de trebuchet duurt vrij lang en gebeurt met touwen over katrollen, die door middel van spierkracht worden aangetrokken. Vaak gebeurt dit door middel van tredmolens, twee grote houten draaiwielen aan weerskanten van de slingerarm waarin een groep mensen loopt. Nadat de arm naar beneden is getakeld, wordt deze vastgezet. De touwen moeten dan weer volledig worden losgedraaid omdat anders, nadat de arm is losgemaakt, het loodzware contragewicht de hele trebuchet in elkaar trekt. Als de touwen zijn losgedraaid, wordt de arm losgemaakt waardoor deze onder het gewicht van het vallende contragewicht met het projectiel omhoog slingert. Wanneer de arm in verticale positie is schuift de slingerring van de armpin waardoor het projectiel uit de slinger wordt geworpen. Het projectiel krijgt door de slinger op het laatste stuk nog een extra versnelling. De armpin kan in een hoek worden gezet waardoor het moment waarop de slingerring loskomt verandert en de paraboolbaan van het projectiel kan worden veranderd. Afhankelijk van het aantal mannen dat de trebuchet bediende en de grootte van de belegeringsmachine was de capaciteit tot 2 projectielen per uur.
In tegenstelling tot de 11e-eeuwse slingerarmkatapult pierrière heeft de trebuchet geen aanslagblok waar de arm in verticale positie tegenaan slaat. De slingerarm zwaait nadat het projectiel is gelanceerd dus gewoon door naar voren, net als bij de bricole en mangonel.

## Constructie
Trebuchets werden gebouwd door een oorlogsingenieur en de bouwgeheimen werden goed bewaard. Alleen de allerrijksten, zoals steden of machtige instellingen, konden een trebuchet betalen. Ten tijde van oorlog werden deze werptuigen verhuurd. Trebuchets werden doorgaans in steden gebouwd, in losse onderdelen in de arsenalen van de heerser of zijn belangrijkste vazallen opgeslagen en pas daarna vervoerd. Vanwege het gewicht werd de trebuchet in losse onderdelen naar het slagveld vervoerd en daar in elkaar gezet.
Het hout gebruikt voor het maken van een trebuchet moet hard zijn. Doorgaans werd gekozen voor een lokaal beschikbare houtsoort, zoals eik. Voor de slingerarm werd gekozen voor lijsterbes- of essenhout. Voor het touw werd hennep gebruikt, al dan niet ingesmeerd met talk voor een beter behoud. De slingertas waar het projectiel in werd gedaan was gemaakt van runderleer en soms van gevlochten touw.
De trebuchet kan per uur tot 2 projectielen van 90 kilogram 300 meter wegslingeren. Meestal werden stenen weggeslingerd, maar soms ook vuurpotten om brand te stichten. Bij belegeringen werden soms bijenkorven, rottende kadavers (om ziekten te verspreiden) of menselijke lichaamsdelen (om de vijand te demoraliseren of intimideren) over de muren geslingerd. Een zware trebuchet kon zelfs dode paarden over muren slingeren, iets wat in de middeleeuwen ook regelmatig werd gedaan, in de hoop zo de pest onder de verdedigers te verspreiden.
De 22 ton zware replica die in 2005 werd gebouwd bij Warwick Castle heeft een contragewicht van 5 ton en kan projectielen tot 150 kilogram wegslingeren.

## Geschiedenis

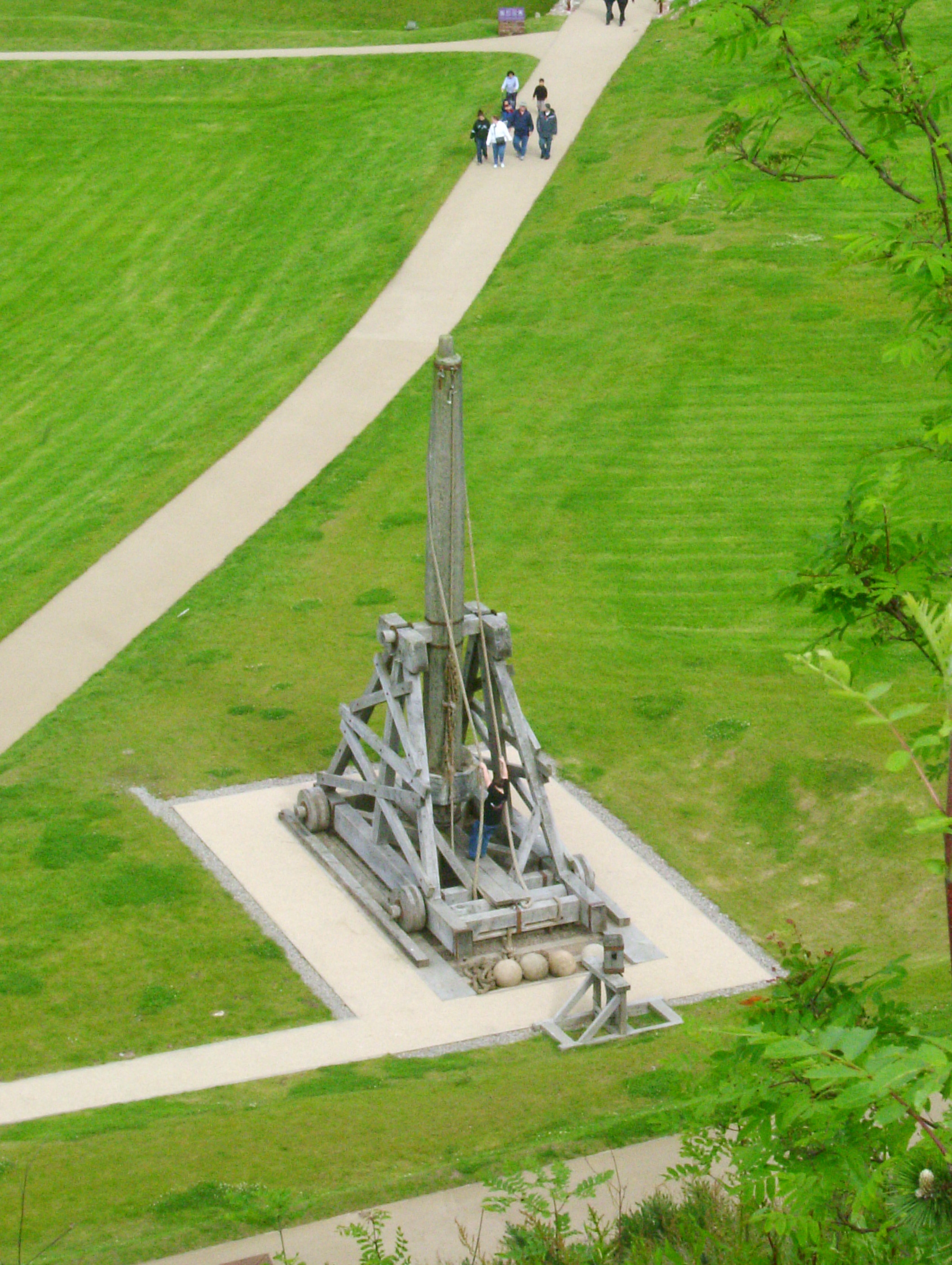
Replica van de Warwolf bij Urquhart Castle.

Slingerarmkatapulten zijn gebaseerd op de stafslinger (Latijn: fustibalus), die weer is gebaseerd op het oeroude projectiel-handwapen de slinger. Al voor het begin van onze jaartelling bestonden in het oude China trekslingerkatapulten: in de teksten van de Chinese filosoof Mozi uit de 4e eeuw v. Chr. wordt een dergelijk apparaat beschreven. Via de zijderoute vond het wapen uiteindelijk zijn weg naar Europa. In zijn Strategikon uit de 6e eeuw schrijft de Byzantijnse keizer Mauricius over een bricole-achtige slingerkatapult, een "naar twee kanten draaiende ballista". Aan het einde van de 6e eeuw verscheen de slingerarmkatapult ook in Europa, maar tot de 11e eeuw werd deze niet veel gebruikt. Rond die tijd werden oude versterkingen als palissades en donjons vervangen door vrijwel onneembare stenen forten en kastelen. Om deze in te nemen waren nieuwe, krachtigere belegeringswapens nodig. Dit werden de slingerarmkatapulten. Vroege slingerarmen zoals de hierboven geschreven machines werkten volledig op trekkracht, maar de trebuchet werkt volledig op zwaartekracht; het zware contragewicht levert de benodigde energie.
Tijdens het beleg van Amid in 1183 werd door Saladin een zeer grote trebuchet met de naam al-Mufattish "de onderzoeker" ingezet. Na een driedaags bombardement door het wapen gaf de stad zich over. Bij het beleg van Akko tijdens de Derde Kruistocht zette Filips II van Frankrijk in 1191 elf slingerarmkatapulten in, waaronder de zware Malvoisine "slechte buur". De Saracenen in de stad brachten hiertegen hun eigen trebuchet Mal Cousine "slechte verwant" in. De Saracenen wisten de Malvoisine meerdere malen te vernietigen, maar deze werd telkens weer opgebouwd en uiteindelijk wist de trebuchet de stadsmuren van Akko te slechten. Bij de belegering van Castelnuovo Bocca d'Adda in 1199 werden trabuchis ingezet; dit waren waarschijnlijk nog geen trebuchets in de hedendaagse betekenis van het woord maar bricoles. Tijdens het beleg van Toulouse in 1218 gebruikten de verdedigers een trebuchet om de gigantische kat van belegeraar Simon van Montfort te vernietigen. De middeleeuwse troubadour Raimon Escrivan bevond zich destijds in de stad en was hier getuige van. Hij schreef het liedje la cata et le trabuquet, waarin de kat de trebuchet smeekt haar te vertellen waarom hij haar met zijn stenen pijn doet.
Tijdens de eerste Schotse onafhankelijkheidsoorlog zette koning Eduard I van Engeland bij het beleg van Stirling Castle in 1304 een gigantische trebuchet in, die de Warwolf "oorlogswolf" werd genoemd. Voor het vervoer van de Warwolf waren 30 wagens nodig, waarvan een voor de schacht. 5 ingenieurs en 49 timmerlieden waren drie maanden bezig om het gevaarte op te bouwen.
In de 14e eeuw werd het kanon uitgevonden, maar omdat de eerste vuurwapens nog onnauwkeurig en onbetrouwbaar waren, werden trebuchets tot aan het einde van de 15e eeuw gebruikt. Het beleg van Rodos in 1480 was een van de laatste conflicten waarbij de trebuchet succesvol werd gebruikt. Hernán Cortés liet in 1521 wegens een tekort aan buskruit in zijn strijd tegen de Azteken nog een trebuchet bouwen, maar de eerste steen die werd weggeslingerd vloog recht omhoog en kwam boven op de belegeringsmachine terecht, die hierbij werd vernietigd.

## Etymologie
Trebuchet is een Oudfrans woord, dat is afgeleid van het Oudfranse trabuchier "vallen". Verouderde Nederlandse termen voor de belegeringsmachine zijn slingerblijde en hevelblijde; het Middelnederlandse woord blijde komt van het Middeleeuws Latijnse woord blida "katapult", van Latijn ballista, van Grieks βαλλίστρα ballistra, afgeleid van βάλλω ballō, "gooien".